# Bantega
Bantega – wieś w Holandii na południu Fryzji w gminie De Fryske Marren. Do 2014 roku wieś znajdowała się na obszarze zlikwidowanej gminy Lemsterland. W 2023 roku wieś liczyła 700 mieszkańców. Leży około 6 kilometrów na wschód od Lemmer. Rozbudowana po drugiej wojnie światowej, wcześniej niewielka osada o nazwie Echtenpolder.  